# Каров Микола Леонідович
Мико́ла Леоні́дович Каро́в — радянський футболіст, півзахисник, нападник. Грав за команду вищої ліги СРСР Локомотив (Харків) (1949).

## Життєпис
У роки війни разом з евакуйованими працівниками харківських заводів прибув до Пермі (на той час — м. Молотов). Там з іншими харків'янами (П. Паровишніков, В. Іщенко, В. Макаров, В. Золотарьов) грав у футбол на міських турнірах у складі команди моторобудівного заводу ім. Свердлова. Після війни частина футболістів повернулась в свої рідні міста, а частина в тому числі і Микола Леонідович залишились грати за місцеву команду «Крила Рад».

### Кар'єра футболіста
1945—1947 років — напівсередній нападник «Крила Рад» Перм.
У дебютному матчі за «Крила Рад» 3 червня 1945 року забив 2 гола на виїзді — у матчі проти новосибірської «ДКА», допомігши своїй команді здобути перемогу з рахунком 4:2.
1948 року виступав за «Трудові резерви» Самара.
1949 року — півзахисник харківського «Локомотива», який виступав у вищій лізі Чемпіонату СРСР.
1950 року повернувся в Перм, де до 1951 року грав за команду «СК ім. Калініна».

### Тренерська робота
Згодом працював дитячим футбольним тренером в Пермі. Його як свого першого тренера згадує гравець юнацької збірної СРСР 1959 року Юрій Чашин. Також серед його вихованців форвард пермської «Зірки» і челябінського «Локомотива» Володимир Коротаєв.
1968—1979 — адміністратор пермської «Зірки» (1974—1976 — начальник команди).
Пішов з життя.